# Wellenau ZH

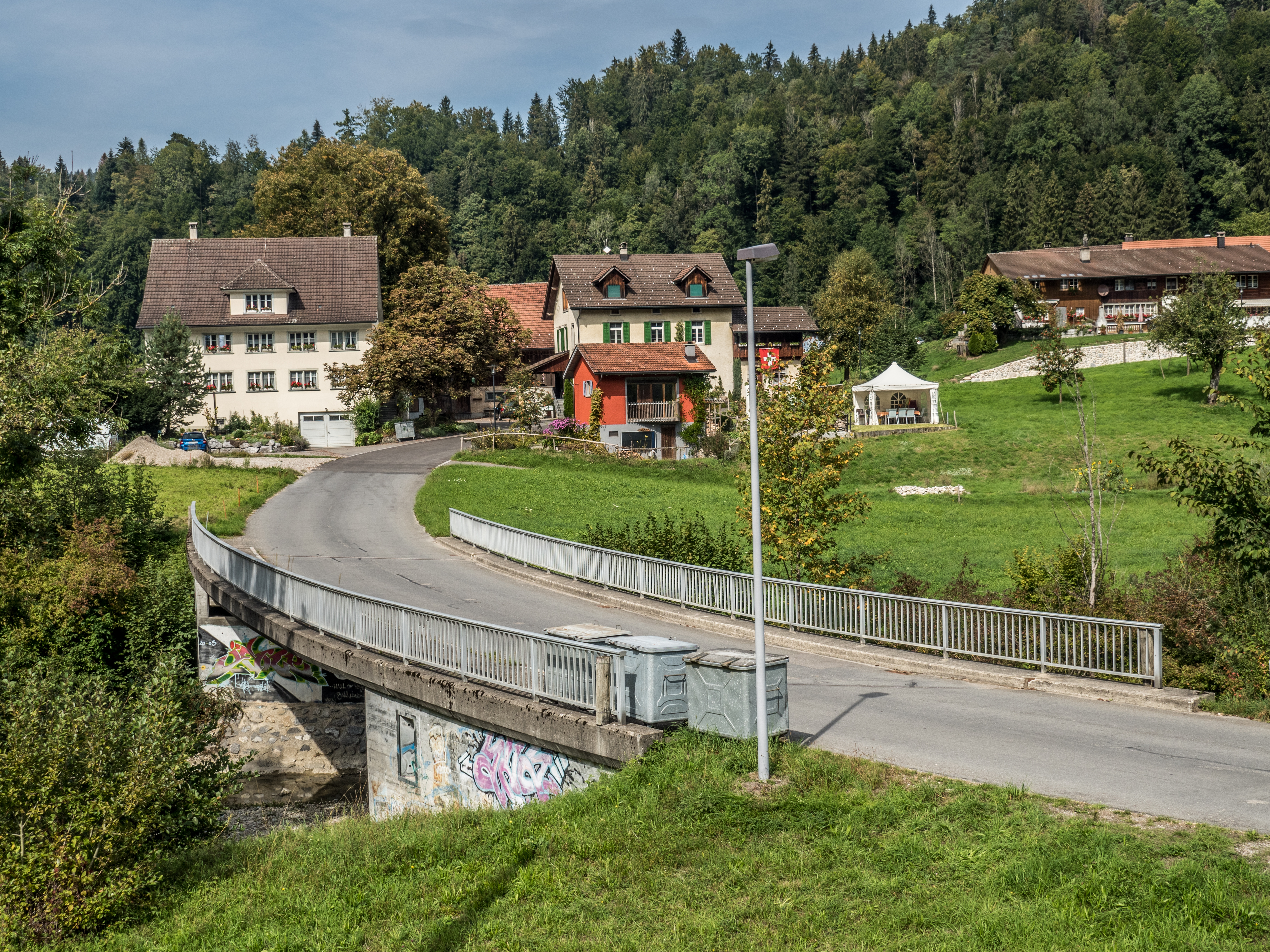
Ortseingang über die Tössbrücke

Wellenau ZH ist ein Weiler in der Gemeinde Bauma im Kanton Zürich in der Schweiz. Der Weiler gehört zu den ersten festen Siedlungen dieser Gegend, die von den Alemannen besiedelt wurden. Wellenau ist im Inventar der schützenswerten Ortsbilder der Schweiz aufgeführt.

## Lage/Erreichbarkeit
Der Weiler Wellenau liegt östlich des Dorfes Bauma an der Töss und ist von Wald und Wiesen umgeben. Zur Wellenau führt eine Strasse mit einer Brücke über die Töss. Die Wellenau ist auch über Fuss- und Wanderwege erreichbar.

## Geschichte
Bis gegen Ende des 20. Jahrhunderts gab es in der Wellenau einen Lebensmittelladen, einen Volg, ein «Milchhüsli» sowie eine Gärtnerei und Stickerei. Der Bäcker und der Metzger kamen zweimal pro Woche und gingen von Haus zu Haus. Einst standen im Weiler acht Bauernhöfe. Sechs Bauern besassen je ein paar Kühe, daneben gab es zwei Ziegenbauern. Ende der 1950er-Jahre wurde das Schulhaus gebaut. In der Wellenau ist der Familienname «Rüegg» verbreitet.
Heute (Stand 2021) gibt es neben einem Bauernhof und Wohnhäusern eine Primarschule mit Kindergarten. Es wird eine Kindergarten-, eine Unterstufen- und eine Mittelstufenklasse geführt.

## Bilder

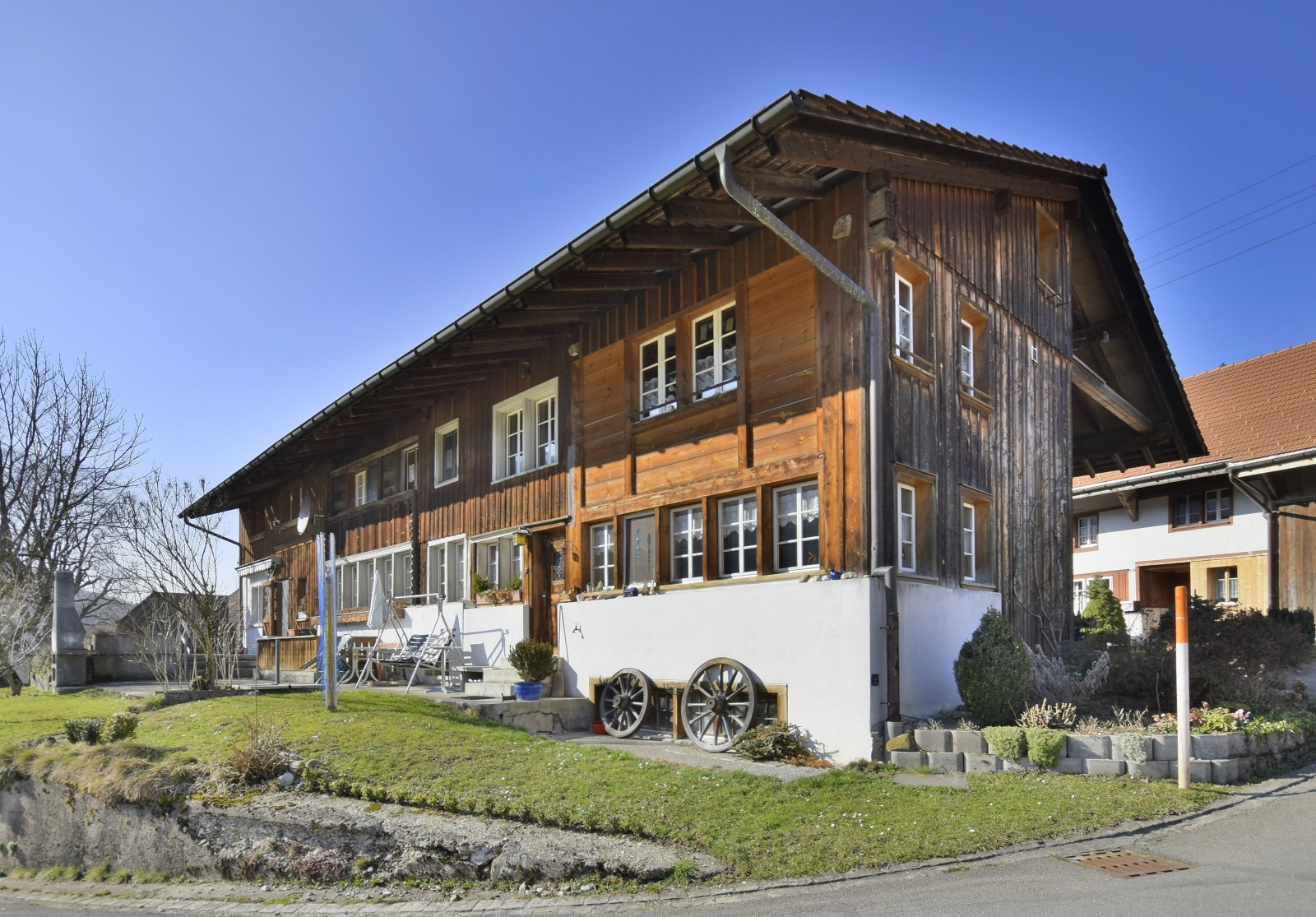
Heimarbeiterwohnhaus (Flarz)
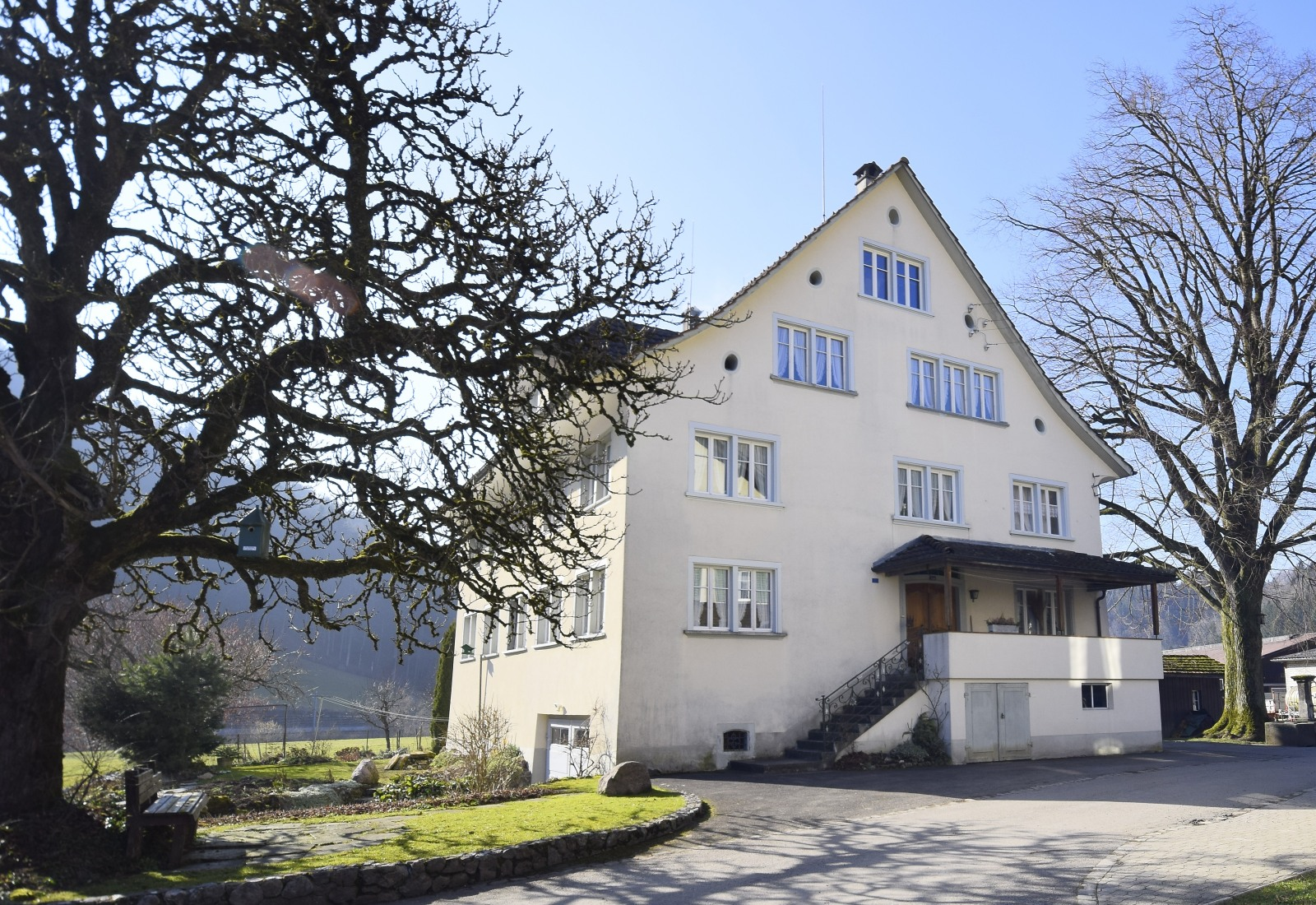
Herrenbauernhaus
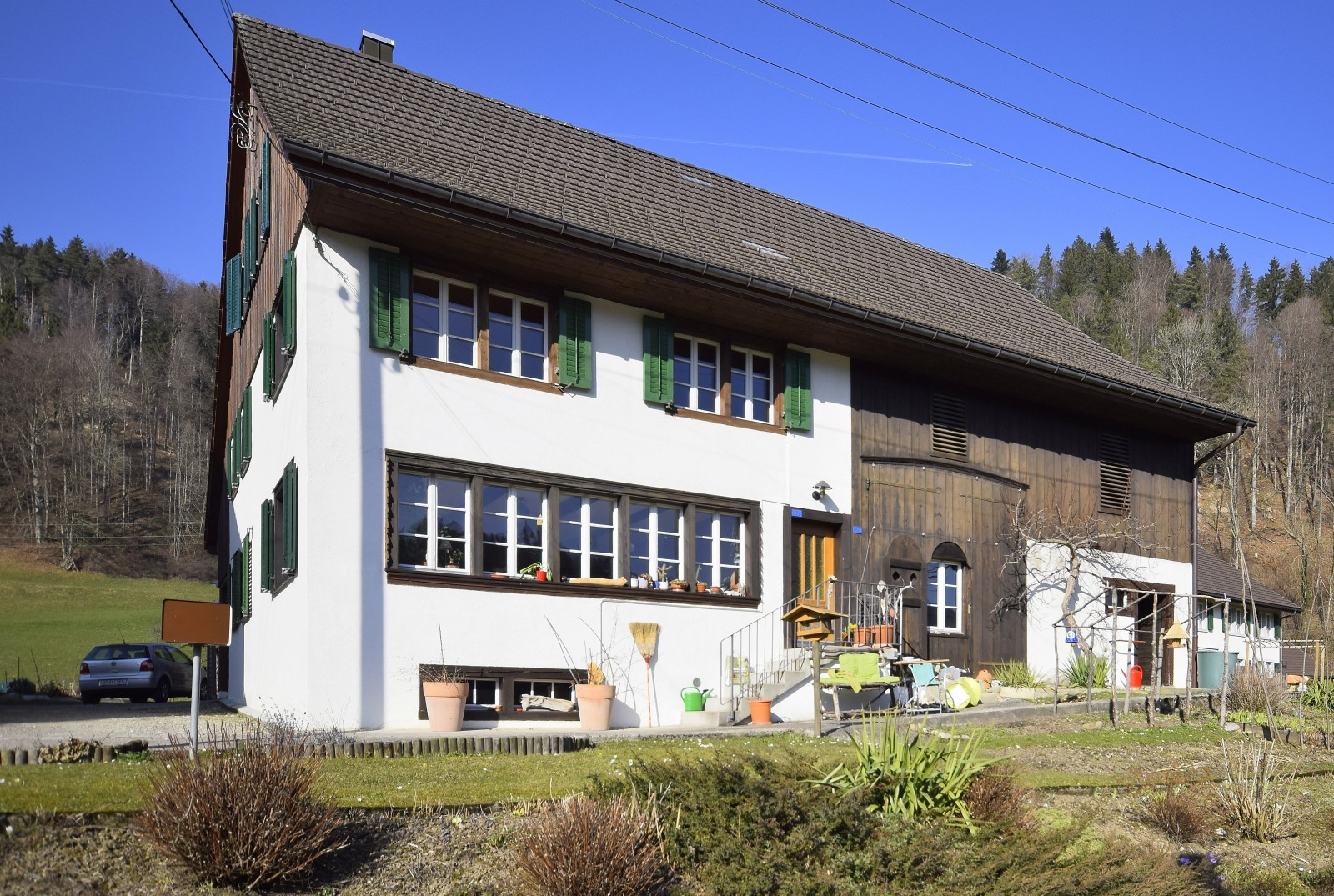
Kleinbauernhaus